# فودي كامارا
فودي كامارا (بالفرنسية: Fodé Camara)‏ (مواليد 17 أغسطس 1988) هو لاعب كرة قدم غيني .

## روابط خارجية
- فودي كامارا على موقع قاعدة بيانات كرة القدم.إي يو (الإنجليزية)
- فودي كامارا على موقع ناشيونال فوتبول تيمز (الإنجليزية)
- فودي كامارا على موقع Soccerway.com (الإنجليزية)

- صفحة اللاعب على سوكر واي